# تاکشی ترادا
تاکشی ترادا (انگلیسی: Takeshi Terada؛ زادهٔ ۲۱ مارس ۱۹۸۰) بازیکن فوتبال اهل ژاپن است.